# Vladas Terleckas
Vladas Terleckas (ur. 13 września 1939, zm. 6 września 2024) – litewski polityk i pisarz. W 1990 roku był jednym z sygnatariuszy Aktu Przywrócenia Państwa Litewskiego.
Terleckas był także aktywnym pisarzem, publikując liczne książki o tematyce ekonomicznej. Zmarł 6 września 2024 r. w wieku 84 lat.

## Życiorys
Urodzony 13 września 1939 w Krywasalis (obecnie rejon ignaliński). W latach 1961–1966 studiował bankowość na Uniwersytecie Wileńskim, a następnie pracował w jego Katedrze Finansów i Kredytu, specjalizując się w historii pieniądza i bankowości Litwy, zwłaszcza okresu międzywojennego. Autor ponad 260 publikacji, w tym monografii Pieniądze na Litwie 1915–1944 (1992), Bank Litwy w latach 1922–1943 (1992) oraz Historia bankowości Litwy 1918–1940 (1999). W latach 1989–1996 uczestniczył w tworzeniu niezależnego systemu pieniężnego i kredytowego Litwy, kierując odpowiednią grupą roboczą powołaną przez Radę Ministrów. Dwukrotny laureat Nagrody im. Vladasa Jurgučisa (1992, 1999).

## Nagrody i odznaczenia
Vladas Terleckas został odznaczony Medalem Niepodległości Litwy, Orderem „Za zasługi dla Litwy”, Medalem Pamięci Gabrielė Petkevičaitė-Bitė, Nagrodą im. Vladasa Jurgutisa.